# Nyamakala

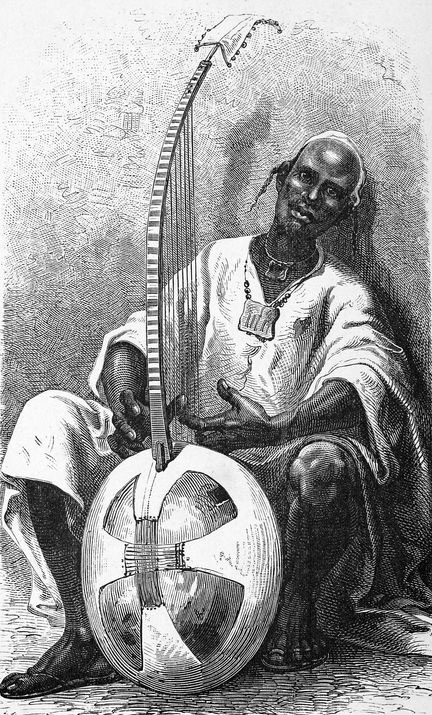
Un griot Nyamakala en Sudán, 1872.

Los Nyamakala, o Nyamakalaw, son las castas o gremios ocupacionales históricos entre las sociedades islámicas del África Occidental, particularmente entre la gente mandinga. Los Nyamakala son conocidos como Nyaxamalo entre el pueblo soninké, y Nyenyo entre el pueblo wólof. Se encuentran en toda la región del Sahel, desde Malí y Senegal hasta Chad y Sudán.
El término Nyamakala originalmente implicaba personas talentosas, pero con el desarrollo de la esclavitud, la diferenciación social y la estratificación aumentaban con la violencia religiosa, y más tarde la dominación colonial, su estatus descendió a un nivel inferior al de los nobles y la gente libre. Nyama en la sociedad Mandinga tradicional implica "fuerza vital", mientras que Kala connota "manejar". Por lo tanto, cualquier tipo de ocupación que manejaba la fuerza vital de la naturaleza, era un Nyamakala. En sus contextos históricos, de acuerdo a Charles Bird, Martha Kendall y Kalilou Tera, Nyama ha implicado diferentes significados. En uno, connota nociones de "fuerza maligna o satánica, peligroso, contaminante, energizante, autocontrol imperfecto" y en otros es "moralmente neutral o energizante". En otro contexto, Nyama implica "reniego, basura". Con la llegada de los musulmanes, los contextos malvados o contaminantes se hicieron más comunes, mientras que las personas de la casta preferían las connotaciones neutrales o energizantes.
Entre los mandinga, las castas ocupacionales de Nyamakala incluían a Jeli o djéli (músicos, griots), Numu (carpinteros, herreros), Garanke (trabajadores del cuero, tejedores) y Fune o Finah (cantantes especializados en alabanza islámica). Las castas específicas tenían diferentes términos en otros grupos étnicos de África occidental. Por ejemplo, entre la gente de Soninke, los griots se llamaban Gesere, los herreros Tage y la casta de carpintero se llamaban Sake.
Los Nyamakala han históricamente sido gremios ocupacionales endogámicos. Entre la gente Mande como Mandinke, Soninke y otros, la casta de Nyamakala ha sido despreciada y considerada de bajo estatus, en algunas regiones como Jon (esclavo) y Wolosa (descendiente de esclavo).
Algunos académicos como Vaughn afirman que si bien los Nyamakala han sido una casta del África occidental, necesariamente no implica la existencia de un "sistema de castas" genérico y uniforme porque la estratificación social en África fue muy compleja con la inclusión de elementos religiosos, raciales y de estatus. Otros consideran a los Nyamakala como parte de un sistema de castas, aunque reconocen que hubo variaciones regionales.